# Круа, Карлос Франсиско де
Карлос Франсиско де Круа, 1-й маркиз Круа (исп. Carlos Francisco de Croix; 1 января 1703, Лилль, Фландрия— 28 октября 1778, Валенсия, Испания) — испанский политик и военачальник и вице-король Новой Испании (с 25 августа 1766 года по 22 сентября 1771 года).

## Происхождение
Родился 1 января 1699 года в Лилле (Фландрия). Лилль находился в руках Габсбургов с 1477 года и был частью Испанских Нидерландов с 1555 по 1667 год. Отцом Карлоса Франсиско (Шарля Франсуа) был Александр Франсуа де Круа, барон де Эшен (1664—1707), которому французский король Людовик XIV пожаловал титул маркиза де Круа в 1691 году. Его мать звали Магдлен Франсуаза де Фьен, маркиза де Фьен (1665—1734). Франсуа Шарль был младшим из пяти детей.

## Военная карьера и прибытие в Новую Испанию
Его крестным отцом был Эжен Франсуа де Круа, капитан испанской армии и кавалер Мальтийского ордена. По его наущению и при его покровительстве Круа покинул родной город и поступил на службу в Королевскую испанскую армию.
Он быстро поднялся по служебной лестнице в качестве офицера. В 1731 году он сопровождал наследного принца Карла, ставшего впоследствии королем Карлом III, с миссией в Парму и взял на себя курьерскую службу между принцем и королем Филиппом V, который в то время находился в Севилье. Дослужившись до звания генерал-лейтенанта в относительно молодом возрасте, он был адъютантом наследного принца Филиппа. Как рыцарь он был принят в Орден Калатравы.
Он сражался на стороне испанцев в Италии, и вскоре ему были даны стратегически важные командования: он командовал укреплениями Сеуты в Северной Африке и Эль-Пуэрто-де-Санта-Мария, которые защищали порт Кадис от нападения. Король Испании Фердинанд VI назначил его генерал-капитаном Галисии.
Он стал вице-королем Новой Испании в 1766 году, сменив Хоакина де Монтсеррата, который столкнулся с визитадором (инспектором) Хосе де Гальвесом. Он прибыл в Веракрус 10 июля 1766 года. Передача власти произошла в Отумбе по пути в Мехико 23 августа 1766 года, но срок его полномочий обычно датируется его официальным въездом в Мехико двумя днями позже. Его племянник, Теодоро де Круа (1730—1792), будущий генерал-комендант внутренних провинций и вице-король Перу, прибыл в его свите в качестве капитана гвардии вице-короля.
Единственным принципом его правления было абсолютное подчинение королю, которого он всегда называл «ми амо».

## Изгнание иезуитов
Карлосу Франсиско Круа выпало изгнать иезуитов из колонии (25 июня 1767 г.) и конфисковать их имущество. В этом ему помогал визитадор (генеральный инспектор) Хосе де Гальвес. Войска использовались для изгнания иезуитов из их монастырей и колледжей; им разрешили уйти почти в одной одежде. Их препроводили в Веракрус и депортировали в Италию. Среди изгнанных иезуитов были отцы Андрес Каво, Франсиско Хавьер Клавихеро и Франсиско Хавьер Алегре, выдающиеся ученые. Колледж Сан-Ильдефонсо был закрыт.
Эти меры спровоцировали восстание, особенно в городах Гуанахуато, Пацкуаро, Вальядолид и Уруапан. Наместник и визитадор жестоко расправились с мятежниками, повесив лидеров. Приказывая об изгнании, вице-король изложил королевскую волю в послании, которое заканчивалось такими красноречивыми словами:
"… раз и навсегда подданные великого монарха, занимающего трон Испании, должны знать, что они рождены молчать и повиноваться, а не обсуждать, ни комментировать высокие дела правительства. "
В это время впервые были отмечены конфликты между креолами и пенинсуларес. (Креолы были европейцами, родившимися в Новой Испании, а пенинсуларес были европейцами, родившимися в Испании.) Беспорядки во время изгнания иезуитов привели к некоторым убийствам Пенинсуларес и к уничтожению изображений короля. Вице-король де Круа знал об этом и включил сведения об этом в секретный доклад королю Испании Карлосу III.
Король, помимо изгнания иезуитов, также оказал свою поддержку и покровительство инквизиции.
Светское духовенство и оставшееся постоянное духовенство, опасаясь возможных королевских действий против них, стали выступать против режима в проповедях и других публичных действиях. Наместник отнесся к этому настолько серьезно, что предупредил о наказаниях тех верующих, которые будут вмешиваться в дела правительства. Его цензура достигла уровня подавления Diario Literario, опубликованного Хосе Антонио де Альсате-и-Рамиресом, хотя он содержал только литературные и научные статьи (15 мая 1768 г.).

## Более поздние события в его администрации
Индейцы пима и сери возобновили свое восстание, и вице-король послал в провинцию Сонора экспедиционный отряд для его подавления (14 апреля 1767 г.). Визитадор Хосе Гальвес присоединился к этой экспедиции, чтобы познакомиться с этой частью колонии. Гальвес также побывал в Нижней Калифорнии и Альта-Калифорнии, чтобы установить защиту от вторжения русских с севера.
17 марта 1768 года по королевскому указу в Королевском госпитале в Мехико был основан хирургический колледж. Первым директором был Мануэль Морено, ректор Кадисского колледжа.
Де Круа принял войска, посланные из Испании для защиты колонии от англичан. Савойский, фландрский и ольстерский пехотные полки прибыли в Веракрус 18 июня 1768 года, а саморский, гвадалахарский, кастильский и гранадский полки прибыли позже. Всего в них входило 10 000 человек. Из-за своей белой формы эти войска были известны как бланкильо. Офицеры саморского полка организовали ополчение.
Апачи и команчи были разбиты в провинции Новая Бискайя ополчением под командованием капитана Бернардо де Гальвеса. На шахтах Гуанахуато и Пачуки произошли беспорядки из-за низкой заработной платы горняков. Один мэр-алькальд был убит в Пачуке. Карлос де Круа заставил владельцев шахт согласиться на повышение заработной платы.
Карлос Франсиско де Круа учредил лотерею в 1769 году, которая приносила казне немалый доход. В 1770 году он активизировал усилия по обучению индейцев испанскому языку, построив для этой цели специальные школы. Он построил замок Сан-Карлос в Пероте, Веракрус, в честь короля. Это было задумано как точка сопротивления в случае вражеского десанта на побережье.
Он удвоил площадь Аламеды в Мехико и закрыл для публики аутодафе Инквизиции. В 1771 году он открыл четвертый Мексиканский собор римско-католического духовенства. Он завершился 26 октября 1771 года, но его обсуждения не получили одобрения папы или Совета Индий и так и не вступили в силу.
Он попросил увеличить жалованье вице-короля с 40 000 до 60 000 песо в год, и эта просьба была удовлетворена. Он познакомил Новую Испанию с французской модой и французской кухней.
18 мая 1771 года испанское правительство снизило содержание серебра в монетах до 7,12 %.
Он передал свой пост в Новой Испании Антонио Марии де Букарели-и-Урсуа 2 сентября 1771 года и вернулся в Испанию. По возвращении в Испанию король Карлос III назначил его в 1777 году генерал-капитаном Валенсии, где он и умер в следующем 1778 году.